# جائزة البرتغال الكبرى 1985
جائزة البرتغال الكبرى 1985 هو سباق فورمولا 1 أقيم بتاريخ 21 أبريل 1985 في إستوريل، البرتغال. كان الثاني من أصل 16 في بطولة العالم لسباقات الفورمولا واحد موسم 1985. حلّ البرازيلي آيرتون سينا أولا بينما جاء الإيطالي ميكيلي ألبوريتو في المركز الثاني وحصل على المركز الثالث الفرنسي باتريك تامباي.